# Ugyops bryani
Ugyops bryani är en insektsart som beskrevs av Frederick Arthur Godfrey Muir 1927. Ugyops bryani ingår i släktet Ugyops och familjen sporrstritar. Inga underarter finns listade i Catalogue of Life.